# B41
B-41 (også kaldet Mk-41) er en amerikansk termonuklear flybombe, der blev udviklet af United States Strategic Air Command i begyndelsen af 1960'erne. B-41 havde en sprængkraft svarende til 25 megatons TNT og er den kraftigste nukleare bombe, der er blevet udviklet af USA.

## Historie
Det amerikanske forsvarsministerium anmodede i juni 1955 om undersøgelse om mulighederne for udvikling af et nukleart våben med en vægt på over 10.000 pund (4.540 kg) med anvendelse både som flybombe og som sprænghoved.
Strålingslaboratoriet på University of California (i dag Lawrence Livermore National Laboratory) anbefalede brug af kernevåbenet "Bassoon", der var blevet testet under den amerikanske serie af prøvesprængninger, Operation Redwing, i 1956. Det var forventet, at det nye våben kunne produceres i større antal fra januar 1959. Der blev foreslået både "beskidte" og "rene" (lav fissionsfraktion) udgaver af våbenet, hvor den rene version var afhængig af gennemførelsen af yderligere en serie prøvesprængninger.
Nomenklaturen TX-41 og XW-41 blev tildelt det nye våben i november 1956, og måneden efter blev planlagt en test, hvor våbenet skulle leveres fra et B-47 bombefly. Forsvaret ønskede en test, hvor bomben skulle leveres til jorden ved faldskærm og detonere på jorden efter et stykke tid ("laydown delivery"), men en sådan metode ville kræve yderligere et eller to års videreudvikling, hvorfor det i februar 1957 blev accepteret at udvikle våbnet til brug for deponering over jordoverfladen. I tilfælde af udeblevet detonering i luften, skulle detonering ske, når våbnet ramte jorden. Våbnet skulle medføres bombeflyene af B-47, B-52, B-66 og flyprojekterne 110A (Valkyrie) og 125A. Der blev også anmodet om kompatibilitet med Navaho-missilet og B-58's bomberum.
I marts 1957 blev det besluttet at lægge vægt på både den "beskidte" og "rene" udgave af våbenet. Kravet om kompatibilitet med B-58 blev opgivet i maj 1957, og sprænghovedudgaven blev opgivet i juli 1957. I juli 1957 blev test af detoneringsmekanismen og i august 1957 blev gennemført en prøvesprængning. Tre nye prøvesprængninger blev gennemført i 1958 med blandede resultater, idet den sidste test viste mindre sprængkraft en forventet (2 megaton TNT mod forventet 4-6 mT TNT).
I august 1958 blev datoen for igangsættelse af produktion udskudt til maj 1960. Problemer med våbnet betød nu, at kompatibiliteten var begrænset til B-47 og B-52 bombeflyene. Kompatibilitet med B-70 Valkyrie ville kræve væsentlige ændringer af flyet. USA's militære strategi ændrede sig også omkring dette tidspunkt, idet man ønskede at gå fra levering af bomber fra stor højde til at levere bomberne fra lavtgående fly. Da TX-41 kun kunne leveres fra stor højde, blev projektets relevans betvivlet. Et argument for at fortsætte programmet var, at våbenet kunne afløse den 17.500 pund (7.945 kg) store Mark 36-atombombe. Det blev overvejet at udskyde programmet indtil der kunne udvikles mulighed for at levere bomben med forsinket detonering på jorden (laydown delivery), men dette blev opgivet, da det ville kræve en ælngere forsinkelse og gennemførelse af nye prøvesprængninger.
Et punkt, der blev rejst til støtte for at fortsætte programmet var, at 10.000-pound (4.500 kg)-bomben kunne erstatte 17.500-pound (7.900 kg) Mark 36 bombe. Et andet forslag var at forsinke programmet og inkludere en FUFO-kapacitet i våbnet, som ville give mulighed for nedlæggelseslevering. I september 1958 informerede Radiation Laboratory og Sandia imidlertid feltkommandoen om, at for at tilføje FUFO til våbnet ville det kræve et helt nyt våben, inklusive atomprøvesprængninger.
I november 1958 blev det besluttet, at våbnet skulle anvendes ved brug af en bremse-faldskærm og at tidligere overveje muligheder om, at flyets besætning skulle kunne vælge, hvorledes bomben skulle detonere. Bekymringer om våbensystemets sikkerhed medførte ændringer i konfigurationen, men i januar 1959 blev det atter besluttet, at der skulle være mulighed for at flyets besætning skulle kunne vælge metode for våbenets detonering. I april 1959 blev det besluttet at sætte våbenets i produktion, og produktion af Mark 41 Mod 0 kom i gang i september 1960. Produktionen fortsatte til juni 1962. Der blev fremstillet ca. 500 eksemplarer af bomben, der var en del af USA's atomvåben arsenal indtil den blev afløst af den mere alsidige B53-bombe. B41 blev udfaset fra november 1963 til juli 1976.